# Vanlig rörsvepemossa
Vanlig rörsvepemossa (Liochlaena lanceolata) är en bladmossart som beskrevs av Christian Gottfried Daniel Nees von Esenbeck. Liochlaena lanceolata ingår i släktet Liochlaena och familjen Delavayellaceae. Inga underarter finns listade i Catalogue of Life.